# Iso Siikajärvi (sjö i Lappland)
Iso Siikajärvi är en sjö i Finland. Den ligger i kommunen Enare i landskapet Lappland, i den norra delen av landet, 1 000 km norr om huvudstaden Helsingfors. Iso Siikajärvi ligger 169,1 meter över havet. Arean är 99,9 hektar och strandlinjen är 7,33 kilometer lång. Sjön  ingår i Pasvik älvs huvudavrinningsområde. 